# پگاس
پگاس (انگلیسی: Pegas) شرکت دوچرخه‌سازی رومانیایی است، که در سال ۱۹۷۲ تأسیس شد.